# Megavirus chilense
Espèce
 Megavirus chilense  est un virus de la famille des Mimiviridae identifié par des chercheurs français du CNRS après sa découverte dans l'océan Pacifique au large des côtes du Chili.

## Taille exceptionnelle
Il fut un temps, à compter de sa découverte en avril 2010, le plus grand virus connu, présentant la plus grande capside et l'ADN viral le plus complexe. 
Il est plus grand que le virus Ebola (mesurant parfois plus de 1000 nm de long) et le mamavirus, deux des plus grands virus connus avant la découverte de Megavirus chilense.
Mais en 2013, un article de la revue scientifique Science a décrit deux virus encore plus gros et génétiquement encore plus complexes, les pandoravirus, trouvés respectivement dans des sédiments marins, face au Chili, et en eau douce (en Australie).